# Northumberland—Durham
Pour les articles homonymes, voir Northumberland et Durham.
Circonscription électorale fédérale du Canada
Northumberland—Durham est une ancienne circonscription électorale fédérale de l'Ontario, représentée de 1968 à 1979.
La circonscription de Northumberland—Durham apparait en 1966 avec des parties de Durham et de Northumberland. Abolie en 1976, elle devient Durham—Northumberland.

## Géographie
En 1966, la circonscription de Northumberland—Durham comprenait:
- Le comté de Durham
- Une partie du comté de Northumberland
  - Les cantons d'Alnwick, Haldimand, Hamilton, South Monaghan et Percy
  - Le village d'Hastings

## Députés
| Législature                                             | Années                                                  | Député                                                  | Député                                                  | Parti                                                   |
| Northumberland—Durham issue de Durham et Northumberland | Northumberland—Durham issue de Durham et Northumberland | Northumberland—Durham issue de Durham et Northumberland | Northumberland—Durham issue de Durham et Northumberland | Northumberland—Durham issue de Durham et Northumberland |
| ------------------------------------------------------- | ------------------------------------------------------- | ------------------------------------------------------- | ------------------------------------------------------- | ------------------------------------------------------- |
| 28e                                                     | 1968–1972                                               |                                                         | Russell Honey                                           | Libéral                                                 |
| 29e                                                     | 1972–1974                                               |                                                         | Allan Lawrence                                          | Progressiste-conservateur                               |
| 30e                                                     | 1974–1979                                               |                                                         | Allan Lawrence                                          | Progressiste-conservateur                               |
| Fusionnée dans Durham—Northumberland                    |                                                         |                                                         |                                                         |                                                         |